# Lill-Djupvattnet (Hotagens socken, Jämtland)
Lill-Djupvattnet är en sjö i Krokoms kommun i Jämtland och ingår i Indalsälvens huvudavrinningsområde. Lill-Djupvattnet ligger i Gråberget-Hotagsfjällen Natura 2000-område.